# Fulgurodes parcitata
Fulgurodes parcitata är en fjärilsart som beskrevs av Paul Dognin 1893. Fulgurodes parcitata ingår i släktet Fulgurodes och familjen mätare. Inga underarter finns listade i Catalogue of Life.